# Liang Jiahong
Dans ce nom, le nom de famille précède le nom personnel.
Liang Jiahong (en chinois 梁嘉鸿, né le 6 mars 1988) est un athlète chinois, spécialiste du 100 m et du relais.

## Carrière
Son meilleur temps sur 100 m est de 10 s 31 (Zhaoqing, 2010) et de 20 s 83 sur 200 m (Jinan la même année). Il détient le record national du relais 4 × 100 m en 38 s 78, médaille d'or à Canton, le 26 novembre 2010 (Lu Bin, Liang Jiahong, Su Bingtian, Lao Yi). Il a été finaliste lors des Championnats du monde junior à Pékin en 2006, terminant cinquième en 10 s 43. À Kanchanaburi, le 11 mai 2012, il établit un nouveau record chinois du relais, avec 38 s 65 et l'équipe suivante (Guo Fan, Liang Jiahong, Zhang Peimeng, Zheng Dongsheng). Ce record est porté à 38 s 38, en série lors des Jeux olympiques à Londres, avec Su Bingtian et Zhang Peimeng comme dernier relayeur à la place de Zheng.

### Palmarès
| Année | Compétition                  | Lieu      | Résultat | Épreuve   | Performance |
| ----- | ---------------------------- | --------- | -------- | --------- | ----------- |
| 2006  | Championnats du monde junior | Pékin     | 5e       | 100 m     | 10 s 43     |
| 2007  | Championnats d’Asie          | Amman     | 3e       | 4 × 100 m | 39 s 71     |
| 2009  | Championnats d’Asie          | Guangzhou | 2e       | 4 × 100 m | 39 s 07     |
| 2010  | Jeux asiatiques              | Guangzhou | 1re      | 4 × 100 m | 38 s 78     |